# چهار سرعت
در فیزیک، به خصوص در نظریه نسبیت (که سرعت در آن از اهمیت ویژه‌ای برخوردار است.)، چهار سرعت یک سرعت برداری چهار بعدی است و به نوعی می‌توان گفت چهارسرعت ورژن نسبیتی سرعت برداری سه بعدی در فیزیک کلاسیک است. در واقع در فیزیک انرژی‌های بالا و در سرعت‌هایی نزدیک به سرعت نور بردار سرعت سه بعدی جای خود را به بردار سرعت چهار‌ بعدی می‌دهد و به دلیل همین چهار بعدی بودن بردار سرعت در انرژی‌های بالا به آن لقب چهار سرعت (یا بردار چهار سرعت) را داده‌اند.

## در فیزیک کلاسیک
بردار سرعت در فیزیک کلاسیک سه بعدی است، در فیزیک کلاسیک بردار سرعت به معنی سرعت یک جسم در یک جهت خاص است، مسافتی که جسم متحرکت طی می‌کند تقسیم بر زمان مصرف شده برای طی کردن آن مسافت را سرعت می‌نامیم که برابر است با مشتق بردار مسیر حرکت آن جسم نسبت به زمان:
{\displaystyle {\bf {v}}={\frac {d{\bf {x}}}{dt}}}

## در نظریه نسبیت
برای تعریف بردار چهار سرعت در نظریه نسبیت ابتدا باید با سرعت  آشنا شویم، سرعت ویژه‌ی یک ذره (که با سرعتی نزدیک به سرعت نور حرکت می‌کند.) برابر است با فاصلهٔ پیموده شده توسط آن ذره تقسیم بر زمان ویژه‌ی ذره:
{\displaystyle \eta ={\frac {d{\bf {x}}}{d\tau }}=\gamma {\bf {v}}}
سرعت ویژه یک کمیت مرکب است، از این نظر که مسافت طی شده توسط ذره در سیستم آزمایشگاه اندازه‌گیری می‌شود ولی زمان در چارچوب ذره.
همان‌طور که مشاهده می‌شود سرعت و سرعت ویژه به‌وسیلهٔٔ عامل لورنتس به هم مربوط می‌شوند.

### علت تعریف شدن سرعت ویژه
علت استفاده از سرعت ویژه این است که اگر بخواهیم از سیستم آزمایشگاه به یک سیستم در حال حرکت برویم در معادله کلاسیک سرعت هر دو صورت و مخرج باید تبدیل شوند که فقط زحمت شما را زیاد می‌کند، فیزیکدانان ذرات بنیادی خیلی باهوش هستند به همین دلیل سرعت ویژه را تعریف کرده‌اند. چراکه فقط صورت آن نیاز به تبدیل شدن دارد چون زمان ذره τ ناوردا است و نیاز به تبدیل ندارد، سرعت ویژه η در واقع نشانگر سه بعد از چهار بعد بردار چهار سرعت است؛ و بعد چهارم مربوط زمان است.

### زمان ذره
فرض کنید سوار بر ذره‌ای هستید که در سرعت خیلی بالایی (در واقع سرعتی نزدیک به سرعت نور) حرکت می‌کند، بر طبق نظریه نسبیت، ساعت ذره در حال حرکت نسبت به ساعت آزمایشگاه به کندی حرکت می‌کند (همین‌طور ضربان قلب شما، متابولیسم شما، صحبت کردن شما و حتی فکر کردن شما، همه چیز!). هنگامی که زمان آزمایشگاه به اندازه خیلی کوچکی dt جلو می‌رود، زمان ساعت مچی شما dτ (که فرضاً سوار بر ذره پر سرعتی هستید.) به اندازهٔ مقدار کوچکتری جلو می‌رود:
{\displaystyle d\tau =\gamma ^{-1}dt}
علت این اختلاف عامل لورنتس است.

### بردار چهار سرعت
همان‌طور که متوجه شدید کار کردن با η سرعت ویژه راحت‌تر است. بدین ترتیب تعریف بردار چهار سرعت راحت‌تر است، بردار چهار سرعت برابر است با مشتق چهار بردار نسبت به زمان ذره:
{\displaystyle \eta ^{\mu }={\frac {dx^{\mu }}{d\tau }}=(c{\frac {dt}{d\tau }},\eta )=(\eta ^{0},\eta )}

### نحوه دیگر نمایش بردار چهار سرعت
اگر استفاده کردن از علائم یونانی (مثل μ که مشخصه چهار بعد مکان-زمان هست) شما را خسته می‌کند، می‌توانید از حروف بزرگ انگلیسی برای بردار سرعت چهار بعدی و از حروف کوچک انگلیسی برای بردار سرعت سه بعدی استفاده کنید:
{\displaystyle {\bf {V}}={\frac {d{\bf {X}}}{d\tau }}=\gamma (c,{\bf {v}})}

## تبدیلات بردار چهار سرعت
اکنون همانند چهار بردار به راحتی با استفاده کردن از ماتریس Λ، می‌توان تبدیلات بردار چهار سرعت را به صورت فشرده نمایش داد:
{\displaystyle \eta '^{\mu }=\Lambda _{\nu }^{\mu }\eta ^{\nu }}

## ناوردای چهار سرعت
همچنین همانند چهار بردار با استفاده از ماتریس تانسور متریک g می‌توان ناوردای بردار چهار سرعت را به‌دست آورد (که این کمیت ناوردا همان مجذور ثابت سرعت نور است، c²):
{\displaystyle c^{2}={\bf {V\cdot V}}=g_{\mu \nu }\eta ^{\mu }\eta ^{\nu }=\eta _{\mu }\eta ^{\mu }=\gamma ^{2}(c^{2}-{\bf {v\cdot v}})=c^{2}{\cancel {\gamma ^{2}(1-\beta ^{2})}}}

## چهار تکانه
برای مطابقت و سازگاری قانون بقای اندازه حرکت با اصل نسبیت، اندازه حرکت را به صورت چهار تکانه تعریف می‌کنند تا قانون بقای اندازه حرکت به قلمرو نسبیت بسط داده شود:
{\displaystyle {\bf {P}}=m{\bf {V}}}

## چهار سرعت (مکانیک سیالات نسبیتی)
در مکانیک سیالات نسبیتی و شبه-سیالات نجومی چهار سرعت به صورت یک میدان برداری تعریف شده‌است، احمد رضا استخر در معادله متریال-ژئودزیک (ببینید چهار شتاب و چهار نیرو) از این نوع چهار سرعت استفاده کرده‌است، مشتق گیری از این نوع چهار سرعت هم باید مشتق هموردا و هم باید مشتق کل باشد (مشتق کل-همورا).

### چهار سرعت برداری میدانی
در معادله متریال-ژئودزیک استخر چهار سرعت برداری میدانی به این صورت تعریف شده‌است که (در مکانیک سیالات نسبیتی) چهار سرعت تابعی از چهار بردار نیز هست:
{\displaystyle {\bf {U}}({\bf {X}})}
(به همین دلیل مشتق گیری باید به صورت کل نسبت به زمان ذره باشد، و در نسبیت عام به صورت کل-هموردا)

### نحوه مشتق گیری از چهار سرعت برداری میدانی
نحوه مشتق (یا مشتق کل) گیری از چهار سرعت میدانی نسبت به زمان ذره در مکانیک سیالات نسبیتی به صورت زیر است:
{\displaystyle {\frac {d{\bf {U}}({\bf {X}})}{d\tau }}={\frac {d{\bf {X}}}{d{\bf {X}}}}{\frac {d{\bf {U}}}{d\tau }}=({\frac {d{\bf {X}}}{d\tau }}{\frac {d}{d{\bf {X}}}}){\bf {U}}={({\bf {U\cdot \partial ){\bf {U}}}}}}